# Ishag Adam
Ishag Adam Abdalla Mohamed (ur. 1 stycznia 1999) – sudański piłkarz grający na pozycji bramkarza. Od 2021 jest zawodnikiem klubu Al-Hilal.

## Kariera klubowa
Karierę piłkarską Adam rozpoczął w 2014 w klubie Al-Merreikh Kosti. W 2017 grał w Osoud Darfur SC, a 2018-2021 w Al-Ahly Shendi. W 2021 przeszedł do Al-Hilal.

## Kariera reprezentacyjna
W reprezentacji Sudanu Adam zadebiutował 13 października 2018 w Dakarze w przegranym 0:3 meczu z Senegalem w ramach kwalifikacji do Pucharu Narodów Afryki 2019. Został też powołany do kadry na Puchar Narodów Afryki 2021, nie rozegrał tam jednak żadnego meczu.